# 태풍 밤꼬 (2015년)
태풍 밤꼬 (VAMCO)는 2015년 제19호 태풍이다. 밤꼬는 베트남에서 제출한 이름으로 베트남 남부를 흐르는 강의 이름을 의미한다.

## 개요
2015년 제19호 태풍 밤꼬는 9월 14일 오전 3시에 중심기압 1000hPa, 최대풍속 18m/s, 강풍 반경 330km(북서쪽 반경), 크기 '중형'의 열대폭풍으로 베트남 다낭 동쪽 약 270km 부근 해상에서 발생하였다.(일본 기상청 태풍정보 기준) 발생 이후 서진하면서 미미하게 발달하였고, 9월 14일 오후 9시에 베트남 다낭 남동쪽 약 100km 부근 해상에서 중심기압 996hPa, 최대풍속 18m/s, 강풍 반경 330km(북서쪽 반경)의 세력 '약', 크기 '중형'(일본 기상청 태풍정보 기준)의 열대폭풍으로 최성기를 맞이하였다. 최성기 이후 베트남 다낭 부근 육상에 상륙했고, 급약화되었다. 한국 기상청 기준으로는 9월 15일 오전 3시에 베트남 다낭 서남서쪽 약 140km 부근 육상에서 중심기압 1000hPa의 열대저압부로 소멸하였다. 일본 기상청 기준으로는 9월 15일 오전 9시에 베트남 다낭 서쪽 약 240km 부근 육상에서 중심기압 1002hPa의 열대저압부로 소멸하였다.

## 같이 보기
- 2015년 태풍